# چشمه‌های بهشت
چشمه‌های بهشت (به انگلیسی: The Fountains of Paradise)، رمانی از آرتور سی. کلارک است که اولین بار در سال ۱۹۷۹ به چاپ رسید. این کتاب وقایع سه دورهٔ تاریخی را برمی‌شمارد و موضوع اصلی آن، ساخت آسانسور فضایی بر فراز کوهی در کشور خیالی تپروبانی است. این آسانسور یا بُرج مداری به یک مدارگرد به دو ایستگاه که یکی در ارتفاع ۲۵ هزارکیلومتری و دیگری در مدار زمین‌ثابت (۳۶ هزار کیلومتری زمین) قرار دارند متصل است و می‌تواند محموله‌ها و مسافرین را با هزینهٔ بسیار اندک (هزینه‌ای کمتر از یک دلار برای هر مسافر) به خارج از جو منتقل کند.
این کتاب موفق شد جوایز هوگو و نبیولا را از آن خود کند.

## داستان
این رمان در سه دورهٔ زمانی جریان می‌یابد: دو هزار سال پیش، مهندسی ایرانی به درخواست پادشاه تپروبانی، باغی همچون بهشت در پای کوهی مقابل کوه مقدس می‌سازد. پادشاه که مغضوب راهبان بودایی است آرامش خود را در این باغ و در نقاشی‌هایی که بر دامنهٔ کوه ساخته‌اند بازمی‌یابد. دو هزار سال بعد، در قرن بیست و دوم دانشمندی از سازمان ساختمانی جهانی تصمیم می‌گیرد بر فراز کوه مقدس راهبان بودایی، آسانسوری برای حمل‌ونقل ارزان به فضا بسازد اما نخست با مخالفت راهبان مواجه می‌شود. سرانجام او موفق می‌شود که ایده او را به عمل برساند. و دو هزار سال بعد، زمین را زمستانی سخت فرا گرفته‌است. در این زمان تاثیر دستیابی انسان به فضا آشکار شده‌است و نسل جدیدی از انسان‌ها ظهور کرده‌اند.

## جوایز
- جایزه هوگو - جایزهٔ هوگوی بهترین رمان سال ۱۹۸۰
- جایزه نبیولا - جایزهٔ نبیولای بهترین رمان سال ۱۹۷۹
- نامزد بهترین رمان علمی تخیلی جایزه لوکس - ۱۹۸۰
- نامزد جایزه BSFA سال ۱۹۷۹

## برگردان فارسی
این کتاب بدست محمد قصاع به فارسی برگردانده شده‌است:
- سی. کلارک، آرتور (۱۳۸۰). چشمه‌های بهشت. ترجمهٔ محمد قصاع. تهران: نشر افق.